# Tenosique, Tabasco
Tenosique là một đô thị thuộc bang Tabasco, México. Năm 2005, dân số của đô thị này là 55601 người.